# Новий Яворув
Новий Яворув (пол. Nowy Jaworów) — село в Польщі, у гміні Явожина-Шльонська Свідницького повіту Нижньосілезького воєводства.
Населення — 113 осіб (2011).
У 1975-1998 роках село належало до Валбжиського воєводства.

## Демографія
Демографічна структура станом на 31 березня 2011 року:
|          | Загалом | Допрацездатний вік | Працездатний вік | Постпрацездатний вік |
| -------- | ------- | ------------------ | ---------------- | -------------------- |
| Чоловіки | 60      | 14                 | 39               | 7                    |
| Жінки    | 53      | 8                  | 31               | 14                   |
| Разом    | 113     | 22                 | 70               | 21                   |